# James Heath
Pour les articles homonymes, voir Heath.
James Heath (Londres, 1757 — Londres, 1834) est un graveur britannique.
Il a principalement produit des gravures d'interprétation d'après les meilleurs peintres britanniques, en particulier Thomas Stothard ou pour collaborer à la Boydell Shakespeare Gallery.
Doté d'une grande habileté technique, Heath grave au pointillé, à l'eau-forte, en manière noire ou au burin.

## Biographie

### Jeunesse et formation
James Heath naît à Londres le 19 avril 1757. Son père, George Heath, est un fermier de Horton dans le Staffordshire et sa mère, dont on ne connaît que son nom de jeune fille, Hunball.
Heath apprend la gravure auprès de Joseph Collyer (en), un maître exigeant, alors considéré comme une éminence, ; très appliqué, Heath acquiert une grande habileté technique.
Ses premières estampes sont quelques uns des portraits du recueil édité des œuvres d'Horace Walpole et des plusieurs portraits pour illustrer les œuvres et la correspondance de Lord Orford. Il est ensuite engagé pour graver les dessins de Thomas Stothard pour le Novelists' Magazine de James Harrison et les Poets de Robert Bell, ; le goût et la dextérité avec lesquels il a exécuté ces petites illustrations ont donné à ce style d'illustration une grande popularité,.
Il épouse vers 1777 Elizabeth, fille du révérend Thomas, un ecclésiastique gallois, avec qui il a un fils, George Heath.

### Carrière
James Heath grave de nombreux dessins ou tableaux de Stothard, Robert Smirke et d'autres, que l'on peut retrouver dans les British Classics de John Sharpe, le Lady's Poetical Magazine, les Arabian Nights (Les Mille et Une Nuits) de Forster, Leonidas de Richard Glover et de nombreuses éditions similaires d'œuvres populaires. En 1780, il expose trois estampes à l'exposition de la Society of Artists of Great Britain,.
En 1786, Heath est engagé par John Boydell pour son ambitieux projet de Boydell Shakespeare Gallery pour graver des tableaux à destination de l'in-folio publié par Boydell. En 1791, il est élu graveur associé de la Royal Academy et, en 1794, il est nommé graveur d'histoire du roi George III, poste qu'il conserve sous les souverains successifs jusqu'à sa mort,.

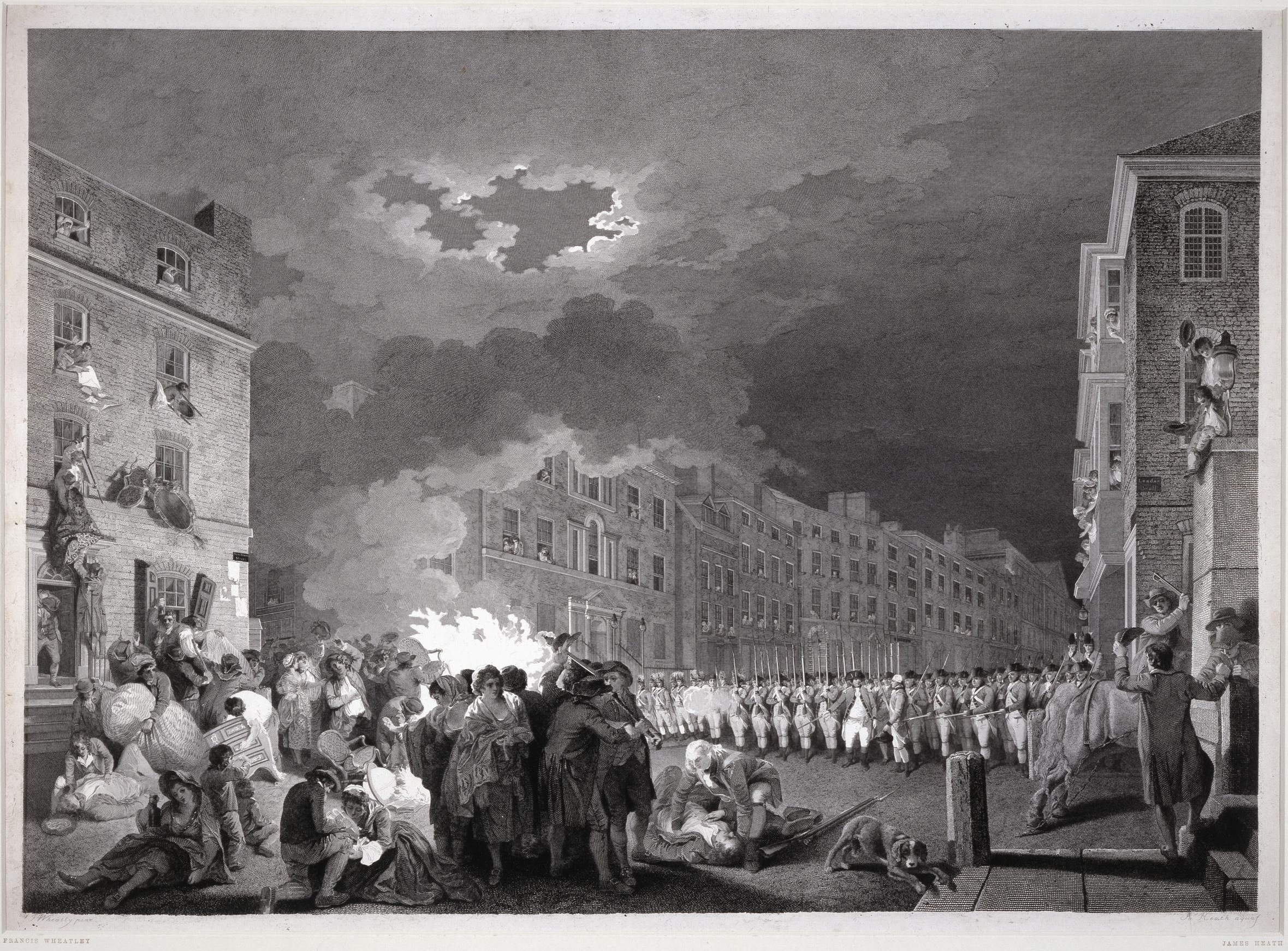
The Gordon Riots in 1780, d'après Francis Wheatley (1790, British Museum).

Il a gravé de grandes plaques, notamment The Dead Soldier (« Le Soldat mort ») d'après Joseph Wright of Derby, The Death of Nelson (« La Mort de Nelson »,) d'après Benjamin West, l'un des meilleurs tableaux de Francis Wheatley, The Gordon Riots in 1780 (« Les révoltes de Gordon en 1780 »), qui a péri dans un feu, ce qui confère une importance historique à l'estampe de Heath, The Death of Major Peirson, 6 January 1781 (« La Mort du major Pierson, 6 janvier 1781 ») d'après John Singleton Copley), Titian's Daughter (Portrait de Lavinia Vecellio) d'après Titien, The Holy Family (« La Sainte Famille ») et The Good Shepherd (« Le Bon Pasteur ») d'après Bartolomé Esteban Murillo et The Holy Family (Orléans) (La Madone d'Orléans) d'après Raphaël.
Heath travaille d'abord en pointillé, puis au trait, parfois en collaboration avec d'autres, en gardant un grand nombre d'élèves sous sa direction. Il grave à nouveau l'ensemble des plaques existantes de William Hogarth et achève la gravure Canterbury Pilgrims (« Pèlerins de Canterbury ») de Stothard, laissée inachevée par Schiavonetti à sa mort. Il a également gravé de nombreux portraits.
James Heath amasse tout au long de sa carrière fortune considérable mais en perd une grande partie dans un incendie en 1789 et son épouse manque d'y rester aussi en essayant de sauver leur enfant.

### Fin de vie
Vers 1822, il se retire, et vend son stock d'épreuves et autres gravures aux enchères cette année-là.
James Heath meurt à Great Coram Street, à Londres, le 15 novembre 1834,. Il laisse deux fils, dont Charles (en) (1785-1848), un fils illégitime, qui devient un bon graveur, et une fille, Mrs. Hamilton, qui a également « quelques compétences en gravure ».
Un portrait de Heath par Joshua Reynolds se trouve dans la collection de M. Samuel Parr à Nottingham ; un autre de James Lonsdale (en) se trouve à la National Portrait Gallery ; d'autres, de William Behnes, Lemuel Francis Abbott et T. George, ont été gravés, et un petit portrait ovale a été gravé pour le Monthly Mirror de 1796.

## Conservation
De nombreuses institutions conservent des œuvres de James Heath, parmi lesquelles le British Museum, la Tate Gallery, la National Gallery of Art, la National Portrait Gallery, la Royal Academy, la Galerie nationale d'Écosse, le Philadelphia Museum of Art, le Metropolitan Museum of Art, le Minneapolis Institute of Art, le Musée des beaux-arts du Canada, le Musée national des beaux-arts du Québec, l'Auckland Art Gallery, le Te Papa Tongarewa ou le Musée national de la marine de Sydney.